# Alen Bokšić
Alen Bokšić, född den 21 januari 1970 i Makarska, Jugoslavien (nuvarande Kroatien), är en före detta jugoslavisk och senare kroatisk fotbollsspelare. Bokšić spelade som anfallare i stora europeiska klubbar som Marseille, Lazio och Juventus. Han spelade även för Kroatiens landslag i EM 1996 och VM 2002. Bland hans meriter finns Champions League 1993 med Marseille, Serie A 1997 och 2000 med Juventus respektive Lazio och italienska cupen med Lazio. Bokšić avslutade sin karriär i Middlesbrough i engelska Premier League. Under sin tid där ryktades det att han var bäst betald i engelsk fotboll, något som hans manager Bryan Robson mycket ilsket förnekade.